# Fallopia forbesii
Fallopia forbesii är en slideväxtart som först beskrevs av Henry Fletcher Hance, och fick sitt nu gällande namn av Yonekura & H. Ohashi. Fallopia forbesii ingår i släktet bindor, och familjen slideväxter. Inga underarter finns listade i Catalogue of Life.